# Jeździectwo na Letnich Igrzyskach Olimpijskich 1948
Jeździectwo na Letnich Igrzyskach Olimpijskich 1948 w Londynie rozgrywane było w dniach 9–13 sierpnia. W zawodach wzięło udział 103 jeźdźców (wyłącznie mężczyzn) z 17 krajów. Polacy nie startowali. Największy sukces odniósł Humberto Mariles z Meksyku, który wywalczył 2 złote i 1 brązowy medal. Część konkurencji odbyła się na stadionie Wembley.

## Medaliści
| Konkurencja                                        | Złoto | Srebro | Brąz |
| Ujeżdżenie – indywidualnie (szczegóły)             | Szwajcaria · Hans Moser na koniu Hummer                                                                                                 | Francja · André Jousseaume na koniu Harpagon                                                                                 | Szwecja · Gustaf Adolf Boltenstern na koniu Trumf                                                                        |
| Ujeżdżenie – drużynowo (szczegóły)                 | Francja · André Jousseaume na koniu Harpagon · Jean Saint-Fort Paillard na koniu Sous les Ceps · Maurice Buret na koniu Saint Quen      | Stany Zjednoczone · Robert Borg na koniu Klingson · Earl Foster Thomson na koniu Pancraft · Frank Henry na koniu Reno Overdo | Portugalia · Fernando Paes na koniu Matamas · Francisco Valadas na koniu Feitico · Luís Mena e Silva na koniu Fascinante |
| WKKW – indywidualnie (szczegóły)                   | Francja · Bernard Chevallier na koniu Aiglonne                                                                                          | Stany Zjednoczone · Frank Henry na koniu Swing Low                                                                           | Szwecja · Robert Selfelt na koniu Claque                                                                                 |
| WKKW – drużynowo (szczegóły)                       | Stany Zjednoczone · Frank Henry na koniu Swing Low · Charles Anderson na koniu Reno Palisade · Earl Foster Thomson na koniu Reno Rhythm | Szwecja · Robert Selfelt na koniu Claque · Olof Stahre na koniu Komet · Sigurd Svensson na koniu Dust                        | Meksyk · Humberto Mariles na koniu Parral · Raúl Campero na koniu Tarahumara · Joaquín Solano na koniu Malinche          |
| Skoki przez przeszkody – indywidualnie (szczegóły) | Meksyk · Humberto Mariles na koniu Arete                                                                                                | Meksyk · Rubén Uriza na koniu Hatuey                                                                                         | Francja · Jean d’Orgeix na koniu Sucre de Pomme                                                                          |
| Skoki przez przeszkody – drużynowo (szczegóły)     | Meksyk · Humberto Mariles na koniu Arete · Rubén Uriza na koniu Hatuey · Alberto Valdés na koniu Chihuahua                              | Hiszpania · Jaime García na koniu Bizarro · José Navarro Morenes na koniu Quórum · Marcellino Gavilán na koniu Forajido      | Wielka Brytania · Harry Llewellyn na koniu Foxhunter · Henry Nicoll na koniu Kilgeddin · Arthur Carr na koniu Monty      |

## Klasyfikacja medalowa
| Lp. | Państwo           |   |   |   | Razem |
| --- | ----------------- | - | - | - | ----- |
| 1.  | Francja           | 2 | 1 | 1 | 4     |
| 1.  | Meksyk            | 2 | 1 | 1 | 4     |
| 3.  | Stany Zjednoczone | 1 | 2 | 0 | 3     |
| 4.  | Szwajcaria        | 1 | 0 | 0 | 1     |
| 5.  | Szwecja           | 0 | 1 | 2 | 3     |
| 6.  | Hiszpania         | 0 | 1 | 0 | 1     |
| 7.  | Portugalia        | 0 | 0 | 1 | 1     |
| 7.  | Wielka Brytania   | 0 | 0 | 1 | 1     |